# توماس لونديس
توماس لونديس هو محامي وسياسي أمريكي، ولد في 22 يناير 1766 في تشارلستون في الولايات المتحدة، وتوفي بنفس المكان في 8 يوليو 1843. نشط حزبياً في الحزب الفيدرالي الأمريكي. وقد انتخب عضو مجلس نواب كارولاينا الجنوبية ‏ (26 نوفمبر 1792 – 21 ديسمبر 1799) وانتخب عضو مجلس النواب الأمريكي عن دائرة South Carolina's 1st congressional district ‏ (4 مارس 1801 – 4 مارس 1805).